# Ron Rifkin
Ron Rifkin - é um ator e diretor norte-americano que participa de inúmeras séries de televisão.
Ele participou da série americana Alias como o dúbio Arvin Sloane e na série Brothers & Sisters como Saul Holden, o tio da família Walker recém assumido homossexual.